# Origa
Origa, nacida Olga Vitalievna Yakovleva (en ruso: Ольга Витальевна Яковлева; Novosibirsk, Rusia, 12 de octubre de 1970 - Tokio, 17 de enero de 2015) fue una cantante rusa, conocida especialmente en Japón.
Ha publicado nueve álbumes y tres sencillos con letras en ruso y japonés. Fue reconocida por la interpretación de las canciones Inner Universe y Rise interpretadas para la serie Ghost in the Shell: Lonely Syndrome compuestas por Yoko Kanno.

## Biografía
Nació el 12 de octubre de 1970 en Kovochenevo en la región de Novosibirsk. Ingresó en el conservatorio de Novosibirsk a los cinco años. Se graduó en 1990 y al año siguiente viajó a Japón donde se estableció. Firmó un contrato con la compañía ROAD&SKY Organization en 1993. Con Toshiba EMI lanzó el álbum llamado Origa, el seudónimo que adoptó y que corresponde a la forma japonesa de su nombre Olga (オリガ?). En 1995 Otaka Shizuru lanzó Repeat Performance III con el sello EMI music Japan, donde  colaboró como coro. El sencillo fue grabado en beneficio de los damnificados del Gran terremoto de Hashin-Awaji.
Su estilo musical fue una fusión de letras cantadas en ruso y en japonés con música electrónica que llamaron la atención del público japonés con rapidez. A partir de 1996 participó en diferentes proyectos con varios artistas, y también colaboró con la serie Japan Pop Scene de Radio Japón Series (NHK International Bureau). Participó en el programa de difusión de música japonesa y realizó conciertos en diferentes salas de Tokio, Nagoya y Nemuro. Dos años después, el 23 de julio de 1998 lanzaba su segundo sencillo Paulushika Pole, este incluyó el tema principal de TBS Ao no Jidai y a finales del verano del mismo año vio la luz Eien. Con el lanzamiento del primer álbum de estilo pop obtuvo la aceptación de la crítica y del público japonés. Fruto de ese éxito lanzó a finales de 1999 The Best of Origa que obtuvo una importante respuesta en número de ventas.
Puso voz al tema de la película Princess Arite y a la de animación Ghost in the Shell Stand Alone Complex, con el que ganó popularidad fuera de Japón junto con las bandas sonoras; Ghost in the Shell: Stand Alone Complex O.S.T. y Ghost in the Shell: Stand Alone Complex O.S.T. 2, compuesta por la compositora Yōko Kanno, donde cantó el tema de apertura de la primera temporada Inner Universe (junto con el soprano infantil Ben Del Maestro) como el de la segunda temporada Ghost in the Shell: Stand Alone Complex 2nd GIG, Rise.
La primera vez que actuó junto a Yōko Kanno fue en Gundam cantando Moon, canción que fue interpretada originalmente por Gabriela Robin junto el coro Gey's AX.
En 2005 ya había lanzado siete álbumes, dos miniálbumes y tres sencillos e interpretó canciones de la serie anime Fantastic Children, a resaltar el tema de cierre Mizu no Madoromi (El sueño del agua). En el 2006 participó en la composición de las letras y en la interpretación del tema de apertura Player y de cierre Date of Rebirth de la película Ghost in the Shell: S.A.C. Solid State Society. 
En el 2007 actuó junto Yōko Kanno en el concierto de Ragnarok Online 2: Legend Of The Second, donde interpretó los tres temas de apertura de Ghost in the Shell: Stand Alone Complex, Player, Inner Unniverse y Rise, respectivamente. Sustituyó a Ilaria Graziano en Yoru_Vo, a Pierre Bensman en ELM y a Gabriela Robin en Torukia. Durante el concierto también participaron las cantantes Maaya Sakamoto y Mai Yamane, a las que se unió para cantar una selección de temas interpretados originalmente solamente por Maaya.
En el 2011, participó en la OST de Final Fantasy XIII-2 interpretando los temas "New Bodhum Theme + Agressive mix" "Missing Link" "Parallel World + Agressive mix" y "Historia Crux Theme "y "Space-Time Interval".
En 2013 realizó una gira mundial dentro de una campaña de difusión de la cultura japonesa en la que formó un dúo con Seiya. El cantante trabajó el lanzamiento de un álbum póstumo y en una gira tributo tras fallecer cantante rusa en 2015. Puso voz a las canciones interpretadas por el personaje Kanon en el juego Ar nosurge  de Gust y Koei Tecmo Games para PlayStation 3 y PlayStation lanzado en 2014. Viajó a Vancouver en agosto de ese mismo año con motivo de la convención Anime Revolution.
Fue miembro de la comunidad rusa residente en Japón, y fundó una escuela en Tokio para el aprendizaje del ruso. Falleció a los cuarenta y cuatro años en un hospital en Tokio el 17 de enero de 2015 debido a un cáncer de pulmón.

## Discografía

### Álbumes
- Olga [Demo] (1991).
- ORIGA (1994).
- Illusia (1995).
- Lira Vetrov (1996).
- Eternal (Eien) (1998).
- The Best of Origa (1999).
- Era of Queens (2003).
- Aurora (2005).
- THE SONGWREATH (2008).

### Sencillos y miniálbumes
- Crystal Winter [Miniálbum] (1994).
- Kaze no Naka no Soritea (1995).
- Aria [Miniálbum] (1996).
- Le Vent Vert—Le Temps Bleu (Полюшко Поле) (1998).
- Mizu no Madoromi (2004).
- Spiral (2006).
- Land of Love [Single] (2006).
- Leleyala [Single] (2006).
- Hana Gumori [Single] (2007).

## Colaboraciones
- Ao no Jidai: Original TV Soundtrack / Varios Artistas (1998 - voz y letras en Le Vent Vert - Le Temps Bleu (Полюшко Поле).
- Turn-A Gundam: The Concert / Yōko Kanno (2000 - voz en Moon).
- Princess Arete: Banda Sonora Original / Akira Senju (2001 - voz y letras en Krasno Solntse (Puroroogu), Majo no Yubiwa, Krasno Solntse (Sutoorii) y Krasno Solntse).
- Ghost in the Shell: Stand Alone Complex O.S.T / Yōko Kanno (2003 - voz y letras en Inner Universe).
- GET9 (Sencillo) / Yōko Kanno(2004 - voz y letras en Rise).
- Ghost in the Shell: Stand Alone Complex O.S.T + / Yōko Kanno (2004 - voz y letras en Inner Universe y Rise (TV-Edit)).
- Ghost in the Shell: Stand Alone Complex O.S.T 2 / Yōko Kanno (2004 - voz y letras en Rise)
- Fantastic Children: Original TV Soundtrack 1 / Kouji Ueno (2005 - voz y letras en Pobezhdaet Ljubovj? (TV-Edit)).
- Fantastic Children: Drama & Image Album / Kouji Ueno (2005- voz y letras en Fuyuu Yume - tanto la versión rusa como la japonesa -).
- Ghost in the Shell: S.A.C. Solid State Society O.S.T / Yōko Kanno (2006 - voz y letras en Player y Date of Rebirth).
- Banda sonora de Final Fantasy XIII-2
- Aion: Kunihiko Ryo – The Tower of Eternity Original Soundtrack (2008) – Vocals on "The Wings of Knight", "Song of Moonlight", and "Voice from the Ruins"